# Martina Adriana Maria van Toulon
Martina Adriana Maria van Toulon ('s-Gravenhage, 20 augustus 1792 – Utrecht, 13 oktober 1880) was een Nederlandse kunstschilderes. 

## Leven en werk
Van Toulon werd in 1792 in 's-Gravenhage geboren als dochter van de regent Lodewijk van Toulon en Johanna van Nispen, directrice van het Koninklijk Sticht in Leiden. Haar vader werd later onder meer burgemeester van Gouda, lid en voorzitter van de Tweede Kamer en gouverneur van Utrecht. Zij volgde schilderlessen bij de Amsterdamse kunstschilder Willem Hekking. Van Toulon trouwde op 12 maart 1818 te Gouda met de rentenier Gerard Johannes Beeldsnijder. "Het huwelijk trok in Gouda veel belangstelling van de Goudse bevolking", aldus Lidewij Herstel-de Koekkoek, die een beschrijving geeft van de feestelijkheden in haar ouderlijk huis aan de Westhaven 52 in Gouda. Het echtpaar Beeldsnijder-van Toulon ging in Huize Rupelmonde wonen, een buitenplaats aan de Utrechtse Vecht nabij Nieuwersluis. Hier woonde en werkte zij tot 1828. Daarna vestigden zij zich in Utrecht, waar zij haar schilderwerk voortzette.  In 1828 werd Van Toulon honorair lid van de Amsterdamse Koninklijke Academie voor Beeldende Kunsten. Als kunstschilderes hield zij zich bezig met het maken van stillevens met bloemen, vruchten en jachttrofeeën als thema. In 1833 werd zij benoemd tot erelid van het kunstzinnig genootschap Arti Sacrum in Rotterdam. Het werk van Van Toulon werd in de periode 1822 tot 1844 regelmatig geëxposeerd.

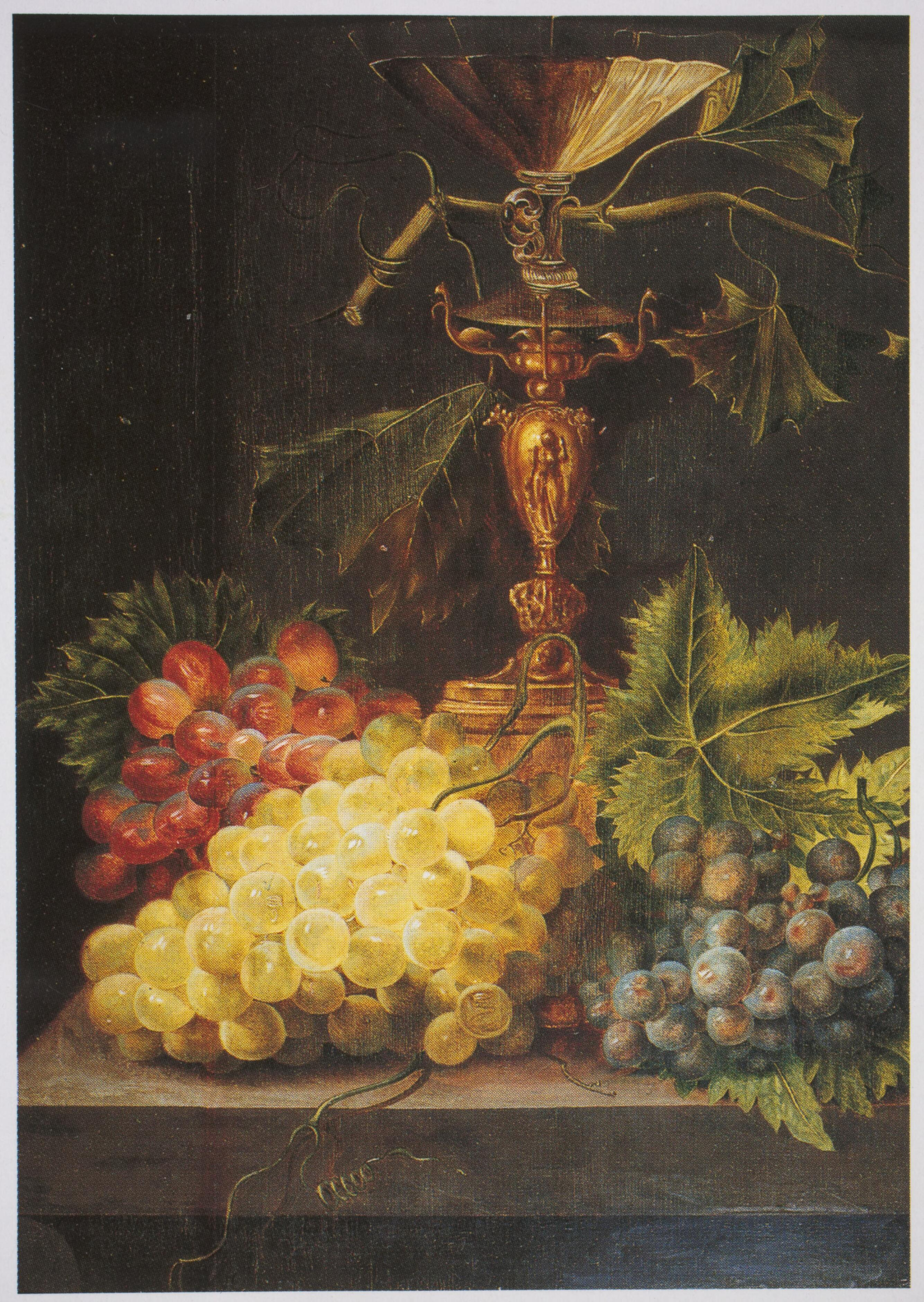
Stilleven met bokaal en druiventros
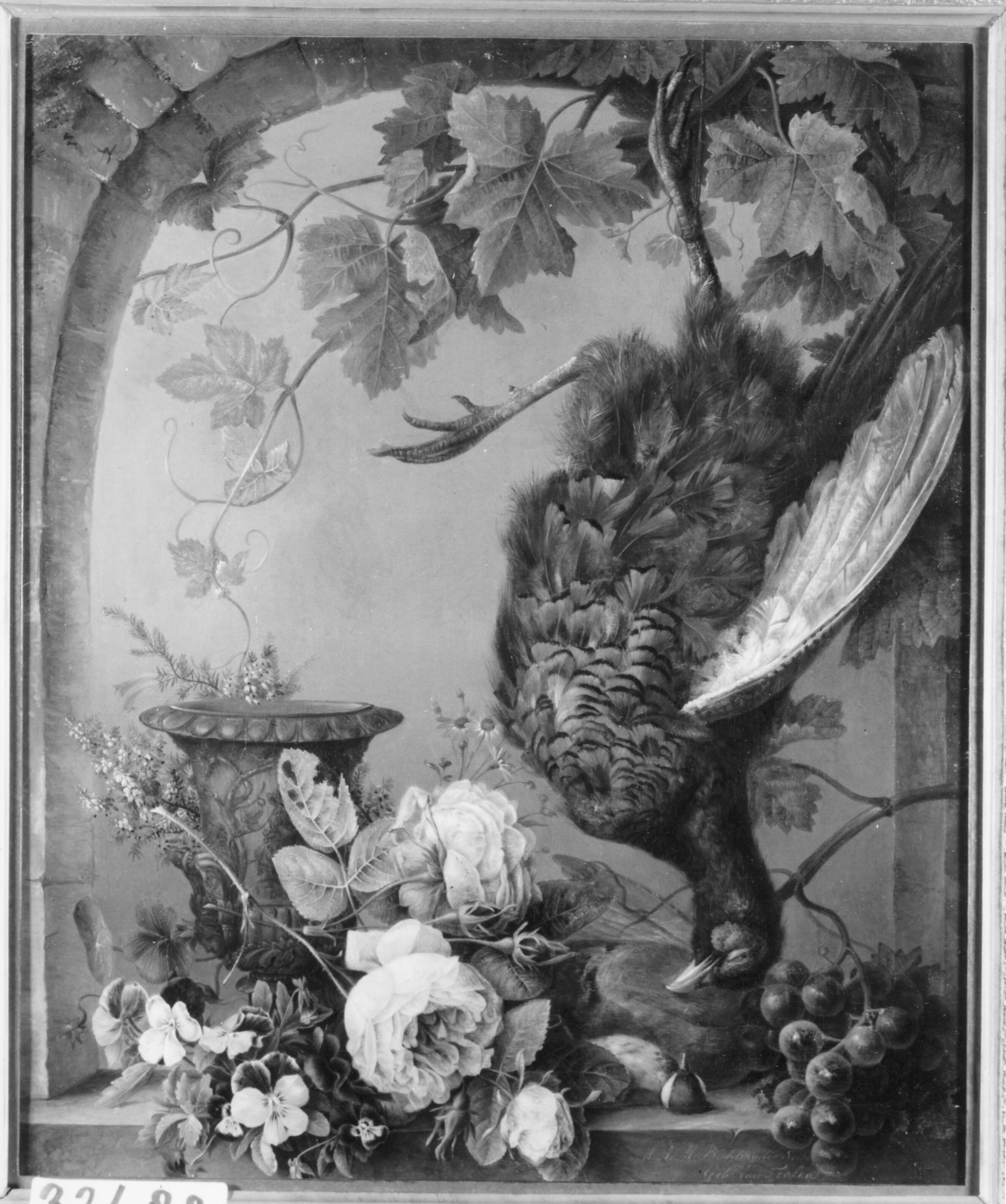
Stilleven met bloemen en dode fazant

- Biografisch Portaal: 05958047
- International Standard Name Identifier: 0000 0003 9139 3454
- Nederlandse Thesaurus van Auteursnamen: 069924619
- RKD-Nederlands Instituut voor Kunstgeschiedenis: 77999
- Virtual International Authority File: 285267244
- WorldCat: E39PBJkdkvj9GxWyggcxgmh8md